# Recouvrance
Recouvrance è un comune francese di 88 abitanti situato nel dipartimento del Territorio di Belfort nella regione Borgogna-Franca Contea.

## Società

### Evoluzione demografica
Abitanti censiti